# Pidliskî, Teofipol
Pidliskî (în ucraineană Підліски) este un sat în comuna Havrîlivka din raionul Teofipol, regiunea Hmelnîțkîi, Ucraina.

## Demografie
Componența lingvistică a localității Pidliskî
     Ucraineană (99,09%)
     Alte limbi (0,91%)
Conform recensământului din 2001, majoritatea populației localității Pidliskî era vorbitoare de ucraineană (99,09%), existând în minoritate și vorbitori de alte limbi.